# نهر كوكبرن

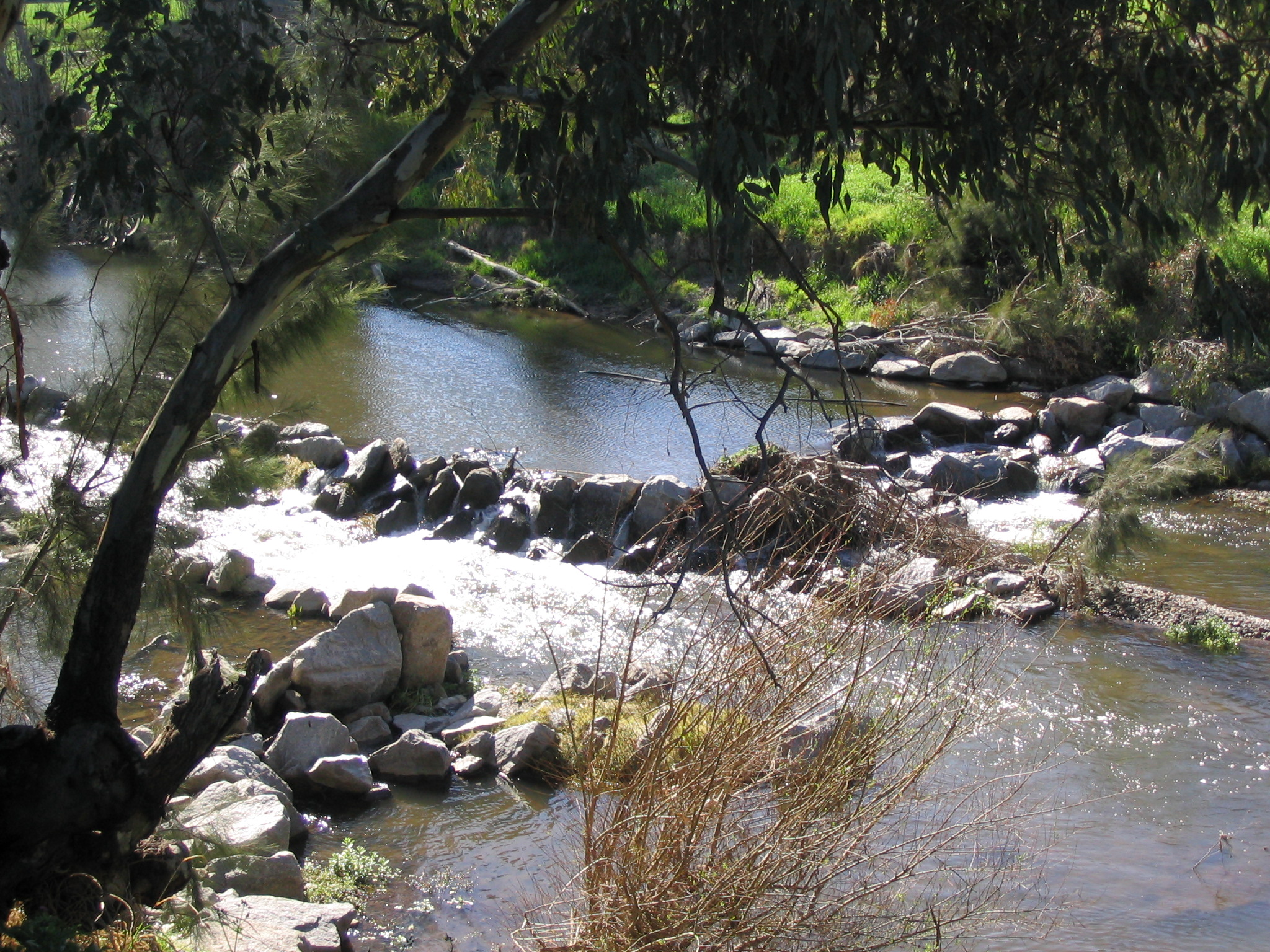
شلال وصخور نهر كوكبرن

نهر كوكبرن (بالإنجليزية: Cockburn River)‏ هو نهر في نيو ساوث ويلز، أستراليا, يبنع بالقرب من قرية وولبروك Woolbrook في نيو ساوث ويلز في جنوب سهول نيو انجلاند، ويصب مياهه في الجانب الغربي من منطقة التقسيم العظمى Great Dividing Range, وبشكل عام يتدفق نحو الجنوب الشرقي وفي نهاية المطاف ينضم إلى نهر بيل Peel عند ضواحي Nemingha وعلى بعد نحو 3 كم من مدينة تامورث Tamworth.